# 埃尔温·卡特尼奇
埃尔温·卡特尼奇（1921年9月2日—1979年1月4日），克罗地亚男子足球运动员，场上位置是中场。他曾代表南斯拉夫国家队参加1950年国际足联世界杯，结果队伍止步第一轮。